# Fairbourne Railway
| |                                                                                  |                                                  |                                                  |
| Streckenlänge: | 3,2 km                                                                           |                                                  |                                                  |
| Spurweite: | (1895–1916) 610 mm (1916–1984) 381 mm (1984-heute) 311 mm                        |                                                  |                                                  |
| |                                                                                  |                                                  |                                                  |
| Besitzer: | North Wales Coast Light Railway                                                  |                                                  |                                                  |
| Betreiber | Fairbourne Railway Limited, supported by Fairbourne Railway Preservation Society |                                                  |                                                  |
| \| \| \| Barmouth-Fähre über den Mawddach \| \| \| \| \| Barmouth Ferry railway station Northern terminus \| \| \| \| \| Jack Steele Tunnel \| \| \| \| \| Estuary Halt \| \| \| \| \| \| \| \| \| \| Passing Loop \| \| \| \| \| Loop Halt \| \| \| \| \| Golf Halt \| \| \| \| \| Beach Halt \| \| \| \| \| Penrhyn Corner Crossing \| \| \| \| \| Car Park Crossing \| \| \| \| \| Springfield Crossing \| \| \| \| \| Foot Crossing \| \| \| \| \| Former section to old Brickworks \| \| \| \| \| Fairbourne Main Terminus \| \| \| \| \| Fairbourne railway station der Cambrian Line \| \| |                                                                                  |                                                  |                                                  |
| |                                                                                  | Barmouth-Fähre über den Mawddach                 |                                                  |
| Kopfbahnhof Streckenanfang |                                                                                  | Barmouth Ferry railway station Northern terminus | Barmouth Ferry railway station Northern terminus |
| Tunnel |                                                                                  | Jack Steele Tunnel                               | Jack Steele Tunnel                               |
| Haltepunkt / Haltestelle |                                                                                  | Estuary Halt                                     | Estuary Halt                                     |
| Strecke |                                                                                  |                                                  |                                                  |
| |                                                                                  | Passing Loop                                     |                                                  |
| Haltepunkt / Haltestelle |                                                                                  | Loop Halt                                        | Loop Halt                                        |
| Haltepunkt / Haltestelle |                                                                                  | Golf Halt                                        | Golf Halt                                        |
| Haltepunkt / Haltestelle |                                                                                  | Beach Halt                                       | Beach Halt                                       |
| Bahnübergang |                                                                                  | Penrhyn Corner Crossing                          | Penrhyn Corner Crossing                          |
| Bahnübergang |                                                                                  | Car Park Crossing                                | Car Park Crossing                                |
| Bahnübergang |                                                                                  | Springfield Crossing                             | Springfield Crossing                             |
| Grenze |                                                                                  | Foot Crossing                                    | Foot Crossing                                    |
| Abzweig geradeaus und ehemals nach links |                                                                                  | Former section to old Brickworks                 | Former section to old Brickworks                 |
| Kopfbahnhof Streckenende |                                                                                  | Fairbourne Main Terminus                         | Fairbourne Main Terminus                         |
| Bahnhof quer |                                                                                  | Fairbourne railway station der Cambrian Line     | Fairbourne railway station der Cambrian Line     |

Die Fairbourne Railway (Walisisch: Rheilffordd y Friog) ist eine Miniaturschmalspurbahn mit heute 311 mm Spurweite und einer Länge von 3,2 km. Sie führt vom Küstenort Fairbourne im nördlichen Mittel-Wales am Strand entlang auf eine Halbinsel zum Anleger der Barmouth Ferry, einer Fähre mit der die Fahrgäste zum Badeort Barmouth über die Mündung des Flusses Mawddach übersetzen können. Die Bahn war stets eine Touristenbahn und hatte im Gegensatz zu vielen anderen Schmalspurbahnen in Wales nur in ihren Anfangstagen eine Bedeutung für den Güterverkehr.

## Geschichte
Die Bahn wurde zum Transport von Baumaterial im Jahr 1895 als Pferdebahn mit einer Spurweite von 2 Fuß (610 mm) eröffnet. Sie bot einen Verkehr zwischen Fairbourne Village und Penrhyn Point an und wurde 1916 auf 381 mm und 1986 auf ihre derzeitige Spurweite von 311 mm umgespurt. Schon seit ihrer Frühzeit wird sie von Touristen genutzt. Die höchsten Fahrgastzahlen erreichte sie mit 70.000 Fahrgästen im Jahr 1970.

### Die Pferdebahn der Anfangszeit

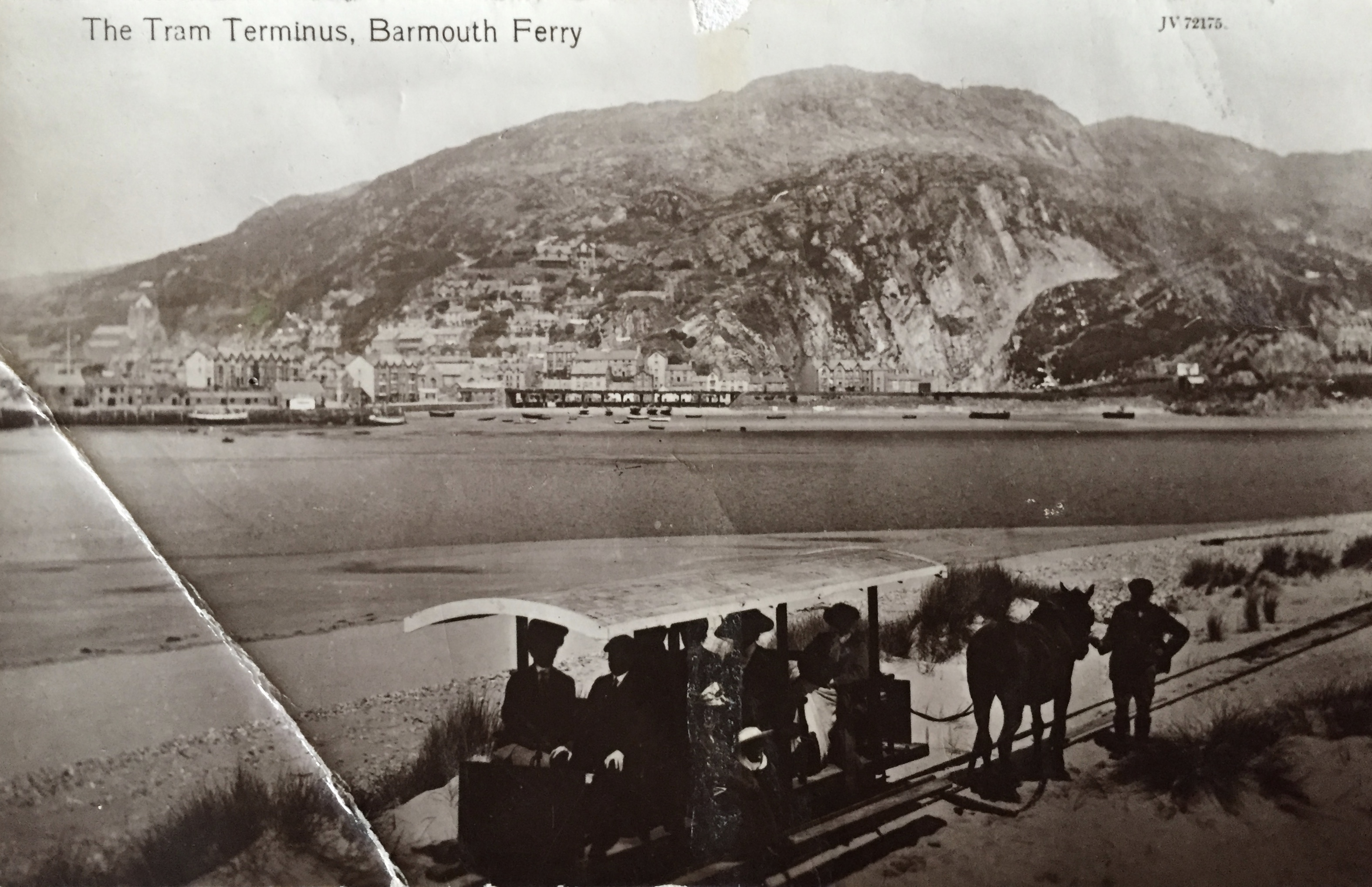
Pferdebahnbetrieb in der Frühzeit der Bahn

Da die Region um Fairbourne nach der Fertigstellung der Cambrian Coast Line im Jahr 1865 und der Barmouth Bridge im Jahr 1867 auch für Tagesausflügler aus den  Midlands erreichbar geworden war, gab es verschiedene Pläne, den Tourismus in dieser Gegend zu entwickeln. Zu diesem Zeitpunkt existierten bereits mehrere Pferdebahnen, vor allem für den Abtransport der Steine des Henddol-Steinbruchs über dem Nachbarort Friog. Die Pferdebahn, die für den Bau des Ortes Fairbourne gebaut wurde, führte bald Passagierwagen ein, um Personen zum Fähranleger und an den Strand transportieren zu können.

### Die erste Zeit des Fairbourne Miniature Railway
Die Strecke wurde 1916 auf 381 mm (15 Zoll), einer bei Miniatur- und Parkeisenbahnen weit verbreiteten Spurweite, umgespurt und durch die Gesellschaft Narrow Gauge Railways Ltd (NGR) mit einer Dampflokomotive von Wenman Joseph Bassett-Lowke betrieben. Die Gesellschaft hatte das Ziel, den Tourismus in dieser Gegend zu fördern. Als Loks wurde die Bassett-Lowke-Class-10-Lokomotive Prince Edward of Wales, die von Henry Greenly entwickelt wurde, eingesetzt. Die Passagiere wurden in vier offenen Wagen befördert. Die Bahn spielte auch bei der Entwicklung der Eisenbahnen mit 15 Zoll Spurweite im Vereinigten Königreich eine wichtige Rolle.
Während des Zweiten Weltkriegs hatte die Bahn wechselnde Besitzer, unter anderem wurde sie zeitweise vom Betreiber der Fähre gemietet. Nach dem Erwerb einer Lokomotive mit 457 mm (18 Zoll) Spurweite, einer a GNR Stirling 4-2-2, wurde bis zum Golfplatz eine dritte Schiene verlegt. Im Jahr 1940 wurde eine Diesellokomotive vom Typ Lister Railtruck eingesetzt, danach wurde die Bahn geschlossen.

### Die Ära Wilkins: 1947–1984

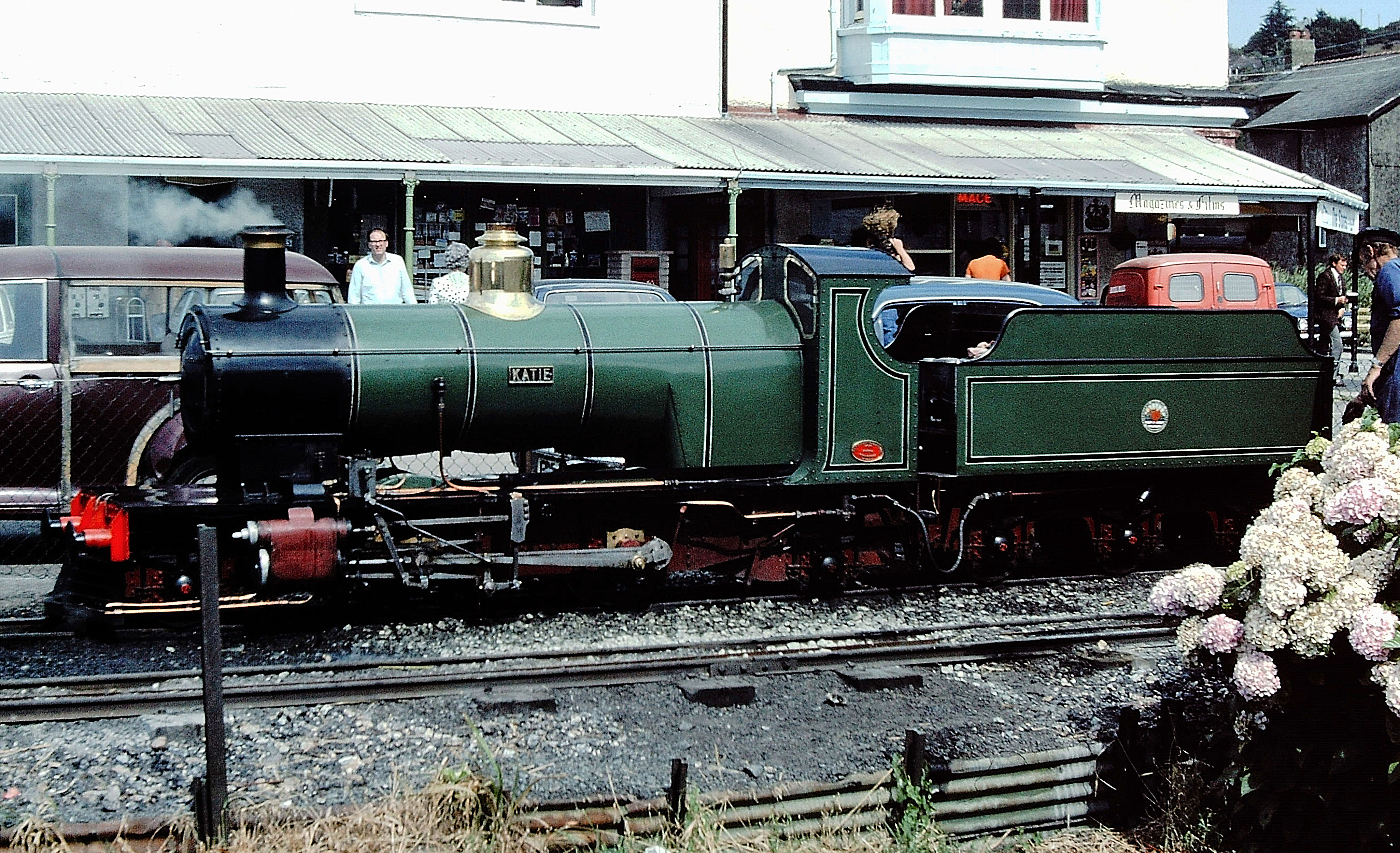
Lokomotive Katie auf Spurweite 381 mm (1976)

Ein Konsortium aus Geschäftsleuten aus den Midlands rettete die Bahn 1946 und nach Restaurierungsarbeiten konnte sie 1947 wieder eröffnet werden. Der Besitzer der Bahn, John Wilkins, investierte in die Erneuerung der Bahnanlagen und kaufte neue Dampflokomotiven. Ihre besten Tage hatte die Bahn in den 1960er und 1970er-Jahren. Durch das Aufkommen von billigen Flugreisen und des Massentourismus in südlichen Ländern und die Wiederbelebung mehrerer stillgelegter Schmalspurbahnen in der Region als Museumsbahnen nahm die Passagierzahl in den 1970ern und 1980er-Jahren jedoch kontinuierlich ab.

### Die Ära Ellerton 1984–1995

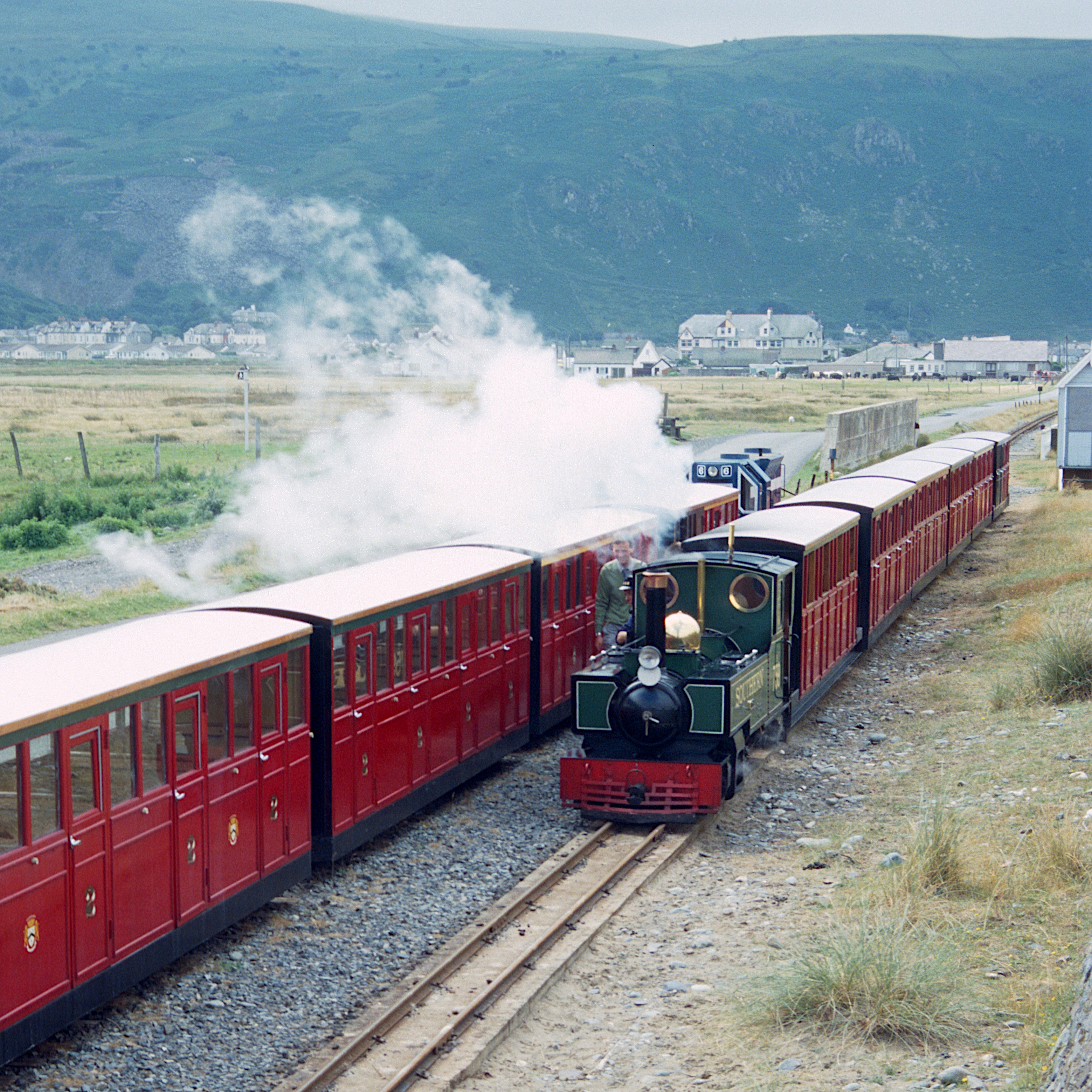
Zugkreuzung in der Ausweichstelle Loop halt (1994)

1984 wurde die Bahn an die Familie Ellerton verkauft. Die Bahn wurde 1986 auf 311 mm (12 inch) umgespurt, eine neue Endstation in Fairbourne wurde errichtet. Vier neue Dampflokomotiven für die neue Spurweite wurden angeschafft und die alten Lokomotiven für die 15-Zoll-Spurweite verkauft. Zwei der neuen Lokomotiven kamen von der insolventen Réseau Guerlédan Chemin de Fer Touristique in der Bretagne in Frankreich. Alle vier Dampflokomotiven Yeo, Sherpa, Beddgelert und Russell sind verkleinerte Nachbauten von realen Schmalspurbahnlokomotiven. Von den  15-Zoll-Lokomotiven blieb nur die Diesellokomotive Sylvia (umgebaut als Lilian Walter) auf der Strecke. Die meisten der 15-Zoll-Lokomotiven sind jedoch noch intakt und fanden auf anderen Bahnen ein neues Einsatzgebiet.
1990 wurde die erste eigene Dampflokomotive, die  Number 24 gebaut. Sie ist ein verkleinerter Nachbau einer Schlepptenderlokomotive der Sandy River & Rangeley Lakes Railroad in Maine. Diese Lokomotive läuft mittlerweile bei der Cleethorpes Coast Light Railway in Lincolnshire.
Die Fairbourne Railway wurde 1990 erneut zum Kauf angeboten und ihre Zukunftsaussichten erschienen eher trübe. Sie stand fünf Jahre zum Verkauf und ihr technischer Zustand verschlechterte sich zusehends.

### Seit 1995

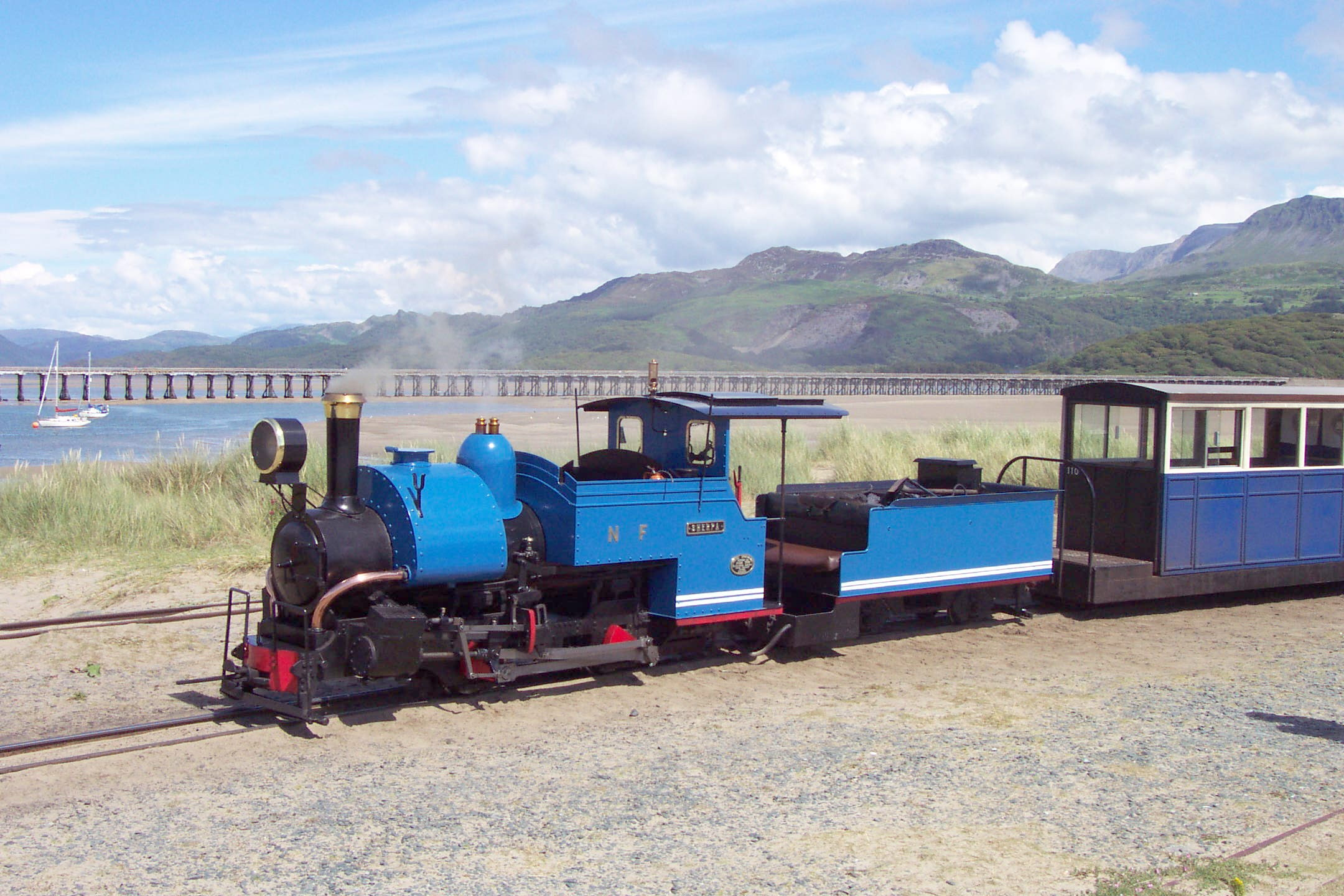
Lokomotive Sherpa nach dem Vorbild der Darjeeling Himalayan Railway in der Endstation am Strand

Im April 1995 wurde die Bahn von Professor und Mrs Atkinson und Dr & Mrs Melton erworben. Sie investierten erhebliche Mittel in den Zustand und die Zuverlässigkeit der Lokomotiven, die Strecke und in eine zusätzliche Attraktion: das Naturmuseum Rowen Nature Centre im Bahnhof Fairbourne. Seit 2007 wird darin auch eine Modelleisenbahn in Baugröße IIm aufgebaut und stetig erweitert.
Um die Zukunft der Fairbourne Railway zu sichern, ging das Eigentum an ihr im Februar 2009 an die gemeinnützige Gesellschaft The Fairbourne Railway Preservation Society über, welche die Bahn seit diesem Zeitpunkt vor allem mit ehrenamtlichen Mitarbeitern betreibt.
Ob die Existenz der Bahn langfristig gesichert werden kann, erscheint zumindest zweifelhaft, da auf Grund des steigenden Meerwasserspiegels der Ort Fairborne spätestens 2045 aufgegeben werden soll und dann wohl auch die Bahn nicht mehr zu retten sein wird.

## Die Fähre
Eine Fährverbindung zur Überbrückung der Mündung des Mawddach besteht seit hunderten von Jahren. Sie wurde ursprünglich von Mönchen betrieben. Seit ungefähr ab Beginn des 20. Jahrhunderts wurde sie von Privatpersonen betrieben und schließlich 2007 von der Eisenbahngesellschaft übernommen. Durch Anschaffung des neuen Fährboots Y Chuff und die Übernahme des Fährbetriebs konnte dieser auch in der Nebensaison sichergestellt werden.

## Stationen
| Bild | Bezeichnung    | Beschreibung |
| ---- | -------------- | --- |
|      | Fairbourne     | Fairbourne station ist das Hauptquartier der Linie mit Hallen für die Lokomotiven und Wagen. Ein Museum zeigt Fotos der Bahnlinie und eine Modelleisenbahn. Weiterhin gibt es ein Naturinformationszentrum, einen Tea Room, einen Andenkenladen und einen Fahrkartenschalter. Die Bahntrasse verläuft von hier über die Beach Roadund drei Straßenkreuzungen zum Beach Halt. |
|      | Beach Halt     | Beach Halt bedient den Strand, einen Parkplatz und eine Vergnügungshalle. Die Station hieß früher Bathing Beach. Züge erreichen ihn etwa 4 Minuten nach Abfahrt in Fairbourne. Von hier geht die Strecke nordwärts am Strand entlang durch die Dünen zum Golf Halt. |
|      | Golf Halt      | Golf Halt bedient einen 9-Loch-Golfplatz und den Strand. Züge erreichen ihn etwa 7 Minuten nach Abfahrt in Fairbourne. Von hier geht es nordwärts am Deich zur Station Loop Halt. Zwischenzeitlich hatte die Station den Namen Gorsafawddacha’idraigodanheddogleddollônpenrhynareurdraethceredigion, was sie zur Station mit dem längsten Namen in der Welt machte. 2007 wurde sie jedoch wieder auf ihren ursprünglichen Namen zurückbenannt. |
|      | Loop Halt      | Loop Halt bedient den Fußweg auf dem Deich zum Bahnhof Morfa Mawddach der Cambrian Line und zu deren Barmouth Bridge. Züge erreichen ihn etwa 9 Minuten nach Abfahrt in Fairbourne. Der Halt hat ein zweites Gleis, um hier den Gegenzug passieren lassen zu können. Nach dem Halt erreicht die Strecke die Sanddünen. |
|      | Estuary Halt   | Der Estuary Halt liegt nahe dem Jack-Steele-Tunnel und ist der Parkplatz am Ende des Penrhyn Drive North. Züge erreichen den Halt etwa 16 Minuten nach Abfahrt in Fairbourne. Von hier verläuft die Strecke durch den Tunnel nach Barmouth Ferry. |
|      | Barmouth Ferry | Barmouth Ferry ist die nördliche Endstation und besaß bis vor einigen Jahren eine Wendeschleife. Da die Wendeschleife immer wieder vom Sand des Strandes verlegt wurde und das Freihalten der Strecke sehr aufwendig war, wurde sie aufgegeben und die Züge setzen wie in Fairbourne um. Die Gleise liegen noch auf weiten Teilen, wurden jedoch im Zuge einer Gleisneulage am Bahnhof Barmouth Ferry von der Strecke getrennt und sind teilweise unter Sand begraben. Im Bahnhofsgebäude befindet sich das "Harbour View café". Passagiere können mit der Personenfähre nach Barmouth weiterreisen. |

## Bibliographie
Bücher:
- J. I. C. Boyd: Narrow Gauge Railways in Mid Wales. 1965.
- S. Buck: Siân and Katie - The Twining Sisters. Siân Project Group, 1995.
- S. Buck: E. W. Twining, Modelmaker, Artist & Engineer. Landmark Publishing, 2004, ISBN 1-84306-143-0.
- Alan C. Butcher (Hrsg.): Railways Restored 2005. Ian Allan Publishing, Hersham, Surrey 2005, ISBN 0-7110-3053-7.
- W. J. Milner: Rails through the Sand. Rail Romances, Chester 1996, ISBN 1-900622-00-9.
- J. Wilkins: Fairbourne Railway - A Short History of It's Development and Progress. 1961.
- Fairbourne Railway: Souvenir Guide Book. 2005.

Zeitschriften
- One Foot Between The Rails (vierteljährlich herausgegeben durch die Fairbourne Railway Preservation Society)

Multimedia
- Tracks in the Sand The Story of the Fairbourne Railway - A film by Eric Montague  Website